# Heyburn (Idaho)
Heyburn es una ciudad ubicada en el condado de Minidoka en el estado estadounidense de Idaho. En el año 2010 tenía una población de 3.089 habitantes y una densidad poblacional de 617,8 personas por km².

## Geografía
Heyburn se encuentra ubicado en las coordenadas 42°33′22″N 113°45′46″O / 42.55611, -113.76278. Según la Oficina del Censo, la localidad tiene un área total de 5 km² (1,9 mi²), de la cual 5 km² (1,9 mi²) es tierra y 0 km² (0 mi²) (0.0%) es agua.

## Demografía
En el 2000 la renta per cápita promedia del hogar era de $31,685, y el ingreso promedio para una familia era de $37,663. En 2000 los hombres tenían un ingreso per cápita de $28,226 contra $20,951 para las mujeres. El ingreso per cápita para la localidad era de $12,591. Alrededor del 17% de la población estaba bajo el umbral de pobreza nacional.